# Oh Sheila
Oh Sheila ist ein Lied von Ready for the World aus dem Jahr 1985, das von Melvin Riley Jr., Gordon Strozier und Gerald Valentine geschrieben wurde. Das Stück ist 4:00 Minuten lang und erschien auf dem Album Ready for the World. Der Titel wurde als Single ausgekoppelt; auf der B-Seite der Single befindet sich I’m the One Who Loves You.

## Entstehung
Dem Song wurde eine Nähe zu Prince nachgesagt, in dessen Band sich die Perkussionistin Sheila E. befand. Doch Leadsänger Melvin Riley verneint, er habe sich die Melodie in seinem Keller ausgedacht und dabei verschiedene Frauennamen ausprobiert, Sheila klang am besten.

## Erfolge
Oh Sheila wurde am 17. September 1985 veröffentlicht und ein Nummer-eins-Hit in den USA und Kanada. Ein Top-20-Hit wurde der Song in Deutschland, der Schweiz und den Niederlanden. Neben dem großen Erfolg in den Billboard Hot 100 erreichte der Song auch die Spitze in den R&B-, Hot-Dance-Club-Play- und Hot-Black-Single-Charts.

## Coverversionen
- 1999: BLACKstreet
- 2002: Bone Thugs-N-Harmony
- 2003: Lil Wayne